# Briones
Briones tỉnh và cộng đồng tự trị La Rioja, phía bắc Tây Ban Nha. Đô thị này có diện tích là 37,72 ki-lô-mét vuông, dân số năm 2009 là 867 người với mật độ 22,99 người/km². Đô thị này có cự ly km so với Logroño.